# 策布登扎布

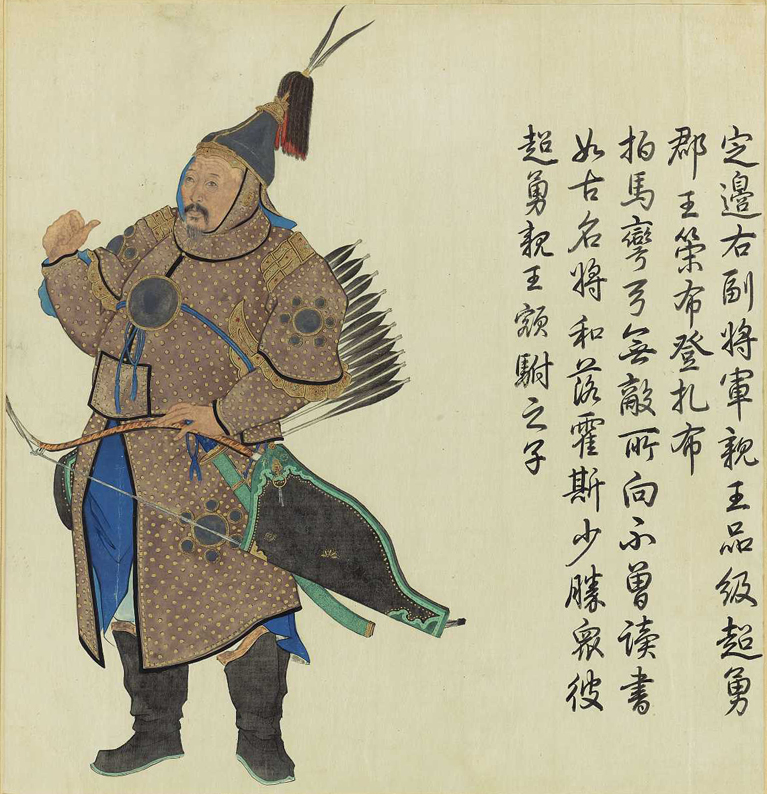
紫光閣策布登扎布像

策布登扎布（1704年—1782年），一译车尔登扎布、车布登扎布。他是喀尔喀蒙古赛音诺颜部多罗郡王额驸策棱次子，屬博尔济吉特氏，後任赛音诺颜部中右旗扎萨克。
策布登扎布初授一等台吉，雍正九年（1731年）在苏克阿勒达呼与准噶尔作战。雍正十年（1732年）参加额尔德尼昭之战，封辅国公，赐双眼孔雀翎，命乾清门行走。乾隆七年（1742年），命御前行走。乾隆十六年（1751年），乾隆帝授他为所部副将军参赞。乾隆十七年（1752年），乾隆帝命分其兄成衮札布所属，自为一旗，即赛音诺颜部中右旗，授其札萨克。乾隆十九年（1754年），他督兵招抚乌梁海，清廷以征乌梁海及准噶尔有功，赐贝子品级。乾隆二十年（1755年），随清军参加征讨准噶尔达瓦齐至伊犁。伊犁平定後，晋封多罗贝勒。原辉特部台吉定边左副将军阿睦尔撒纳谋叛，车布登扎布将这件事密告将军班第，参与平定阿睦尔撒纳叛乱。乾隆二十一年（1756年），担任参赞大臣，追捕阿睦尔撒纳至哈萨克境，又至乌里雅苏台（今蒙古国扎布哈朗特）佐定边左副将军哈达哈征讨乌梁海，擒拿固尔班和卓。因功进封多罗郡王。乾隆二十二年（1757年）署定边左副将军，驻乌里雅苏台（今蒙古国扎布哈朗特）。遣兵擒青衮咱卜叛党达玛琳。乾隆二十三年（1758年），授定边右副将军，随定边将军兆惠征阿睦尔撒纳余众及新疆“小和卓”霍集占。乾隆帝以其父“超勇”号赐给他，并晋亲王品级。乾隆二十四年（1759年）参加平定大小和卓叛乱，授所部副将军。西域事定，以功臣画像列紫光阁。
乾隆二十七年（1762年），奉命到西藏。乾隆三十六年（1771年），代其兄成衮扎布为定边左副将军。授盟长。乾隆三十八年（1773年），因牟利被劾，罢左副将军。乾隆四十四年（1779年），授议政大臣。乾隆四十五年（1780年），又因擅请展牧界，削亲王品级。乾隆四十六年（1781年），封郡王，兼札萨克。乾隆四十七年（1782年）策尔登扎布卒。